# Efron & Dotter
Efron & Dotter, Bokförlaget Efron & Dotter AB, är ett svenskt bokförlag startat 2003 av Katja Efron. Bokförlaget Efron & Dotter ger ut böcker inom samhällsdebatt, skönlitteratur, memoarer, historia och militärhistoria.

## Författare
- Stefan Blomgren
- Vera Efron
- Tore Forsberg
- Boris Grigorjev
- Jamel Hamou
- Bo Knarrström
- Mitra Lager
- Karl Nordlander
- Boris Pankin
- Papageno Pusjkin
- Lou Rossling
- Johan Schyberg
- Eva Solkraft
- Mikael Wokander